# Campeonato Mundial de Atletismo de 2013 - 50 km marcha atlética masculina
A marcha atlética masculina de 50 km do Campeonato Mundial de Atletismo de 2013 foi disputada no dia 14 de agosto  nas ruas de Moscou. 

## Recordes
Antes desta competição, os recordes mundiais e do campeonato nesta prova eram os seguintes:
| Tipo                  | Atleta              | Tempo   | Local      | Data                 | Ref |
| --------------------- | ------------------- | ------- | ---------- | -------------------- | --- |
|                       | Denis Nizhegorodov  | 3:34:14 | Cheboksary | 11 de maio de 2008   | ver |
| Recorde do campeonato | Robert Korzeniowski | 3:36:03 | Paris      | 27 de agosto de 2003 | ver |

## Medalhistas
| Ouro                   | Prata               | Bronze            |
| Robert Heffernan (IRL) | Jared Tallent (AUS) | Ihor Hlavan (UKR) |

## Cronograma
| Data         | Hora  | Evento |
| ------------ | ----- | ------ |
| 14 de agosto | 08:30 | Final  |

O horário é local (UTC +4)

## Resultado final
A corrida teve início às 08:30.

| Classificação     | Nome                     | Nacionalidade  | Tempo   | Nota       |
| ----------------- | ------------------------ | -------------- | ------- | ---------- |
| Medalha de ouro   | Robert Heffernan         | Irlanda        | 3:37:56 | WL         |
| Medalha de prata  | Jared Tallent            | Austrália      | 3:40:03 | SB         |
| Medalha de bronze | Ihor Hlavan              | Ucrânia        | 3:40:39 | PB         |
| 4                 | Matej Tóth               | Eslováquia     | 3:41:07 | SB         |
| 5                 | Grzegorz Sudoł           | Polónia        | 3:41:20 | PB         |
| 6                 | Ivan Noskov              | Rússia         | 3:41:36 | PB         |
| 7                 | Łukasz Nowak             | Polónia        | 3:43:38 | SB         |
| 8                 | Takayuki Tanii           | Japão          | 3:44:26 |            |
| 9                 | Yohann Diniz             | França         | 3:45:18 |            |
| 10                | Hirooki Arai             | Japão          | 3:45:56 | PB         |
| 11                | Jesús Ángel García       | Espanha        | 3:46:44 | SB         |
| 12                | Serhiy Budza             | Ucrânia        | 3:47:36 | PB         |
| 13                | Ivan Trotski             | Bielorrússia   | 3:47:52 | SB         |
| 14                | Marco De Luca            | Itália         | 3:48:05 | SB         |
| 15                | Chris Erickson           | Austrália      | 3:49:41 | PB         |
| 16                | Quentin Rew              | Nova Zelândia  | 3:50:27 | PB         |
| 17                | Claudio Villanueva       | Espanha        | 3:50:29 | PB         |
| 18                | Omar Zepeda              | México         | 3:50:43 | SB         |
| 19                | Jarkko Kinnunen          | Finlândia      | 3:50:56 | SB         |
| 20                | Adrian Błocki            | Polónia        | 3:51:00 |            |
| 21                | Ato Ibáñez               | Suécia         | 3:53:38 | PB         |
| 22                | Kōichirō Morioka         | Japão          | 3:53:54 |            |
| 23                | Jean-Jacques Nkouloukidi | Itália         | 3:54:00 | SB         |
| 24                | Brendan Boyce            | Irlanda        | 3:54:24 | PB         |
| 25                | Li Jianbo                | China          | 3:56:13 |            |
| 26                | Jonnathan Caceres        | Equador        | 3:56:58 |            |
| 27                | Pedro Isidro             | Portugal       | 3:57:30 |            |
| 28                | Dušan Majdán             | Eslováquia     | 3:57:50 | PB         |
| 29                | Xu Faguang               | China          | 3:57:54 | SB         |
| 30                | Marc Mundell             | África do Sul  | 3:57:55 | SB         |
| 31                | Horacio Nava             | México         | 3:58:09 |            |
| 32                | Basanta Bahadur Rana     | Índia          | 3:58:20 | SB         |
| 33                | José Ignacio Díaz        | Espanha        | 3:58:26 |            |
| 34                | Omar Segura              | México         | 3:58:34 |            |
| 35                | Evan Dunfee              | Canadá         | 3:59:28 | PB         |
| 36                | Oh Se-Han                | Coreia do Sul  | 4:01:00 |            |
| 37                | Tadas Šuškevičius        | Lituânia       | 4:01:29 |            |
| 38                | Andreas Gustafsson       | Suécia         | 4:01:40 | SB         |
| 39                | Marius Cocioran          | Roménia        | 4:04:23 | SB         |
| 40                | Veli-Matti Partanen      | Finlândia      | 4:04:59 |            |
| 41                | Teodorico Caporaso       | Itália         | 4:05:25 |            |
| 42                | Mário dos Santos         | Brasil         | 4:06:12 | SB         |
| 43                | Xavier Moreno            | Equador        | 4:07:29 | SB         |
| 44                | Sándor Rácz              | Hungria        | 4:12:18 |            |
| 45                | John Nunn                | Estados Unidos | 4:34:55 | SB         |
| 46 !              | Ian Rayson               | Austrália      | DSQ     |            |
| 46 !              | Edward Araya             | Chile          | DSQ     |            |
| 46 !              | Andrés Chocho            | Equador        | DSQ     |            |
| 46 !              | Emerson Esnal Hernández  | El Salvador    | DSQ     |            |
| 46 !              | Sandeep Kumar            | Índia          | DSQ     |            |
| 46 !              | Yim Jung-hyun            | Coreia do Sul  | DSQ     |            |
| 46 !              | Håvard Haukene           | Noruega        | DSQ     |            |
| 46 !              | Ivan Banzeruk            | Ucrânia        | DSQ     |            |
| 46 !              | Si Tianfeng              | China          | DNF     |            |
| 46 !              | Fredy Hernández          | Colômbia       | DNF     |            |
| 46 !              | Maciej Rosiewicz         | Geórgia        | DNF     |            |
| 46 !              | Erik Tysse               | Noruega        | DNF     |            |
| 46 !              | Predrag Filipović        | Sérvia         | DNF     |            |
| 46 !              | Yerenman Salazar         | Venezuela      | DNF     |            |
| 46 !              | Alexandros Papamichail   | Grécia         | DNS     |            |
| —                 | Mikhail Ryzhov           | Rússia         | 3:38:58 | DSQ Doping |

Legenda
| Recorde mundial       | Recorde mundial (World record)               |                       | Recorde africano                      | Recorde africano (African) |                                           | Q | Classificado por posição (Qualified) |
| Recorde do campeonato | Recorde do campeonato (Championship record)  | Recorde da América    | Recorde da América (Americas)         | q                          | Classificado por melhor tempo (Qualified) |   |                                      |
| Melhor marca do ano   | Melhor marca do ano (World leading)          | Recorde asiático      | Recorde asiático (Asian)              | DNS                        | Não largou (Did not start)                |   |                                      |
| Recorde nacional      | Recorde nacional (National record)           | Recorde europeu       | Recorde europeu (European)            | DNF                        | Não terminou (Did not finish)             |   |                                      |
| Recorde pessoal       | Recorde pessoal do atleta (Personal best)    | Recorde da Oceania    | Recorde da Oceania (Oceania)          | DSQ / DQ                   | Desclassificado (Disqualified)            |   |                                      |
| Recorde da temporada  | Recorde da temporada do atleta (Season best) | Recorde sul-americano | Recorde sul-americano (South America) | NM                         | Sem marca (No mark)                       |   |                                      |